# رابرت بایرد
رابرت بایرد (انگلیسی: Robert W. Baird؛ ۱ آوریل ۱۸۸۳ – ۱۲ مارس ۱۹۶۹) کارآفرین اهل ایالات متحده آمریکا بود، که در سال ۱۹۱۹ شرکت بایرد را تأسیس کرد.